# Lilian Johnson
Lilian Johnson (geb. 6. Oktober 1923 in Bathurst, heute Banjul; gest. Juli 2005) war eine gambische Pädagogin, Kolumnistin und Kommunalpolitikerin.

## Leben
Lilian Johnson kam als Tochter des Journalisten Simon Johnson und der Lehrerin Ya Sang Johnson zur Welt. Nach dem Besuch der St. Joseph’s High School ging sie 1942 nach Sierra Leone, um Pädagogik zu studieren. Nach ihrer Rückkehr 1944 unterrichtete sie an der St. Joseph’s High School und St. Augustine’s High School. 1950 ging sie nach Trinidad und machte eine Ausbildung als katholische Katechetin.
Ab dem 10. Mai 1954 bis 1958 veröffentlichte sie unter dem Pseudonym Auntie Maria eine wöchentliche Kolumne im Gambia Echo, die sich an Kinder richtete und neben beispielsweise Spielen und Kreuwörträtseln auch internationale Brieffreundschaften vermittelte. Ihre Kolumnen wurden mit denen von Mabel Dove Danquah verglichen, die ähnliche Kolumnen verfasst hatte. An Feiertagen gestaltete sie Rundfunksendungen mit Kindern. Darüber hinaus unterstützte sie die Durchführung einer jährlichen Feier für Schulkinder.
Ab dem Anfang der 1960er Jahre unterrichtete sie in Bansang, so dass sie ihre Tätigkeiten in Banjul weitgehend einstellen musste.
1976 kandidierte sie für den Banjul City Council als parteilose Kandidatin. Sie wurde nicht gewählt, aber vom Vorsitzenden Horace R. Monday, Sr. neben sechs weiteren Personen als Stadträtin in das Gremium nominiert. 1977 bewarb sie sich als Nachrückerin für die gambische Nationalversammlung für den verstorbenen John R. Forster, erhielt aber nur 30 (1,04 %) der abgegebenen Stimmen.
1977 schied sie aus dem Schuldienst aus und gründete den Kerr Ya Sang-Kindergarten (Kerr Ya Sang Pre-nursery School).